# Mary Poppins (musical)
Mary Poppins is een musical gebaseerd op de boekenreeks over het personage Mary Poppins zoals geschreven door Pamela Lyndon Travers. De musical herbruikt ook muziek uit de Disney-film Mary Poppins uit 1964 met Julie Andrews in de hoofdrol als Mary.
De bekende Britse theaterproducer Cameron Mackintosh kwam in 1993 tot een overeenkomst met de auteur P.L. Travers (drie jaar voor haar dood) en in 2002 met Disney over het gebruik van de nummers uit de film. Een nieuwe song voor Mary, Practically Perfect, werd geschreven door George Stiles en Anthony Drewe. Scenario, testen en repetities liepen van 2002 tot 2004. De musical startte met try-outs op 15 september 2004, en de wereldpremière was op 18 september 2004 in de Bristol Hippodrome in Bristol, waar de show liep tot 6 november van dat jaar. Daarna verhuisde de productie naar het Londense West End waar de productie in het Prince Edward Theatre opende op 15 december 2004. De rol van Mary werd in 2004 gespeeld door Laura Michelle Kelly die voor deze rol in 2005 de Laurence Olivier Award kreeg. In 2004 nog volgde ook een Amerikaanse Broadway-productie. In oktober 2009 hernam Laura Michelle Kelly haar rol als Mary in de Broadway-vertoningen.
Op 11 april 2010 is de Nederlandse première geweest. De musical oogstte lovende woorden van pers en publiek Mary Poppins werd genomineerd voor 15 John Kraaijkamp Musical Awards, waarvan er vijf werden toegekend. De musical speelt in het Fortis Circus Theater in Scheveningen. Hoofdrolspeelster Noortje Herlaar is verkozen tot Mary Poppins via het tv-programma Op zoek naar Mary Poppins.

## Verhaal
De familie Banks is een heel normaal gezin in een heel normale stad. Het leven van de familie is grauw en grijs. Het enige kleurige puntje is het gedrag van de kinderen. Dit lichtpuntje in de duisternis is echter zo fel dat elke oppas weggepest wordt door hen. De ouders zijn dan wel saai en streng, maar niet streng genoeg om de kinderen in toom te houden. Dan komt er op een dag ineens vanuit het niets Mary Poppins aanvliegen. Zij laat op een wonderlijke manier zien dat men met goede regelmaat toch een zeer kleurrijk leven kan leiden. Dan komt er ineens de gemene oppas van de vader van vroeger langs. Zij wil op een veel te strenge manier de kinderen opvoeden en wil alle kleur veranderen in grijs. Er ontstaat een figuurlijke strijd tussen Mary Poppins en Juf Andrew, die uiteindelijk gewonnen wordt door Mary Poppins. Schoorsteenveger Bert leidt het publiek door het verhaal heen en is vriend van zowel de kinderen als Mary Poppins. Als het gezin Mary niet meer nodig heeft, verdwijnt ze vliegend in de wolken.

## Originele West End/Broadway cast
| Rol                          | West End (2004)      | Broadway (2006)                                   | West End Revival (2019)                                                    |
| ---------------------------- | -------------------- | ------------------------------------------------- | -------------------------------------------------------------------------- |
| Mary Poppins                 | Laura Michelle Kelly | Ashley Brown                                      | Zizi Strallen                                                              |
| Bert                         | Gavin Lee            | Gavin Lee                                         | Charlie Stemp                                                              |
| George Banks                 | David Haig           | Daniel H. Jenkins                                 | Joseph Millson                                                             |
| Winifred Banks               | Linzi Hateley        | Rebecca Luker                                     | Amy Griffiths                                                              |
| Jane Banks                   | Charlotte Spencer    | Katherine Doherty Delaney Moro Kathryn Faughnan   | Adelaide Barham Imogen Bourn Charlotte Breen Ellie Kit Jones Nuala Peberdy |
| Michael Banks                | Harry Stott          | Matthew Gumley Henry Hodges Alexander Scheitinger | Joseph Duffy Samuel Newby Gabriel Payne Edward Walton Fred Wilcox          |
| Juf Andrew                   | Rosemary Ashe        | Ruth Gottschall                                   | Claire Moore                                                               |
| Vogeltjesvrouw               | Julia Sutton         | Cass Morgan                                       | Petula Clark                                                               |
| Mevrouw Bril                 | Jenny Galloway       | Jane Carr                                         | Claire Machin                                                              |
| Jonathan Been                | Gerard Carey         | Mark Price                                        | Jack North                                                                 |
| Mevrouw Corry                | Melanie La Barrie    | Janelle Anne Robinson                             | Malinda Parris                                                             |
| Parkwachter                  | Kevin Williams       | Nick Corley                                       | Mark Goldthorp                                                             |
| Admiraal Boem/Bank Directeur | Ian Murford          | Michael McCarty                                   | Paul F. Monaghan                                                           |

## Originele Nederlandse cast
| Rol            | Scheveningen (2010)/(2011) | Alternate         |
| -------------- | -------------------------- | ----------------- |
| Mary Poppins   | Noortje Herlaar            | Sophie Veldhuizen |
| Bert           | William Spaaij             |                   |
| George Banks   | Hugo Haenen                |                   |
| Winifred Banks | Maike Boerdam              |                   |

| Rol           | Kindercast 1 (t/m juli/augustus 2010)                                                       | Kindercast 2 (vanaf augustus 2010)                                                             | kindercast 3 (vanaf november 2010)                                                                                      | Kindercast 4 (vanaf maart 2011)                                                                             | Kindercast 5 (vanaf juni 2011)                                                                                  |
| ------------- | ------------------------------------------------------------------------------------------- | ---------------------------------------------------------------------------------------------- | --- | --- | --- |
| Jane Banks    | Nicole van Dorp Iris van Loen Sarah Nauta Lindy Peterse Rachelle Verdel Sterre Verschoor    | Robin de Boer Vajèn van den Bosch Sterre Bours Eefje Paddenburg Aimée de Pater Manouk Tjassens | Antoinet van Berkel Adinde Broersen Elaine Hakkaart Julia Nauta Anna Speksnijder Dominique de Waard Vajèn van den Bosch | Robin de Boer Sterre Bours Nicole van Dorp Iris van Loen Eefje Paddenburg Aimée de Pater Manouk Tjassens    | Antoinet van Berkel Adinde Broersen Elaine Hakkaart Julia Nauta Sarah Nauta Anna Speksnijder Dominique de Waard |
| Michael Banks | Brain Barnett Nathan van der Horst Finn Karels Gino Korsel Cas van Leeuwen Delano Willemsen | Daan van Dalen Jaap Fischer Roan Pronk Leonard Schoots Timo Verbeek Mischa van Zomeren         | Stijn van der Plas Bauke van Boheemen Bjurre Potters David Rebergen Dyllan Rehmani Noah Rust Leonard Schoots            | Daan van Dalen Jaap Fischer Nathan van der Horst Cas van Leeuwen Roan Pronk Timo Verbeek Mischa van Zomeren | Bauke van Boheemen Gino Korsel Stijn van der Plas Bjurre Potters David Rebergen Dyllan Rehmani Noah Rust        |

| Rol                          | Scheveningen (2010)/(2011) | Alternate                                        |
| ---------------------------- | --- | ------------------------------------------------ |
| Juf Andrew                   | Marjolijn Touw | Lucia Meeuwsen na het vertrek van Marjolijn Touw |
| Vogeltjesvrouw               | Penny Vos |                                                  |
| Mevrouw Bril                 | Yvonne M. Valkenburg |                                                  |
| Jonathan Been                | Steve Beirnaert |                                                  |
| Mevrouw Corry                | Jeannine La Rosa |                                                  |
| Parkwachter                  | Ger Otte |                                                  |
| Admiraal Boem/Bank Directeur | Bert Simhoffer |                                                  |
| Ensemble/Swings              | Yves Adang Martijn van Voskuijlen Paul Vaes Marc-Peter van der Maas Nola Delsing Sjoerd Hermens Wesley van der Vaart Yannick Baetens Frank Beurskens Vincent Pelupessy Mathijs Pater Armand Pol Mo Marcus Krystel Durwael Winny Rolfes Marlous Tolhuisen Salome Mayland Isabelle van Gelderen Sabrina Vis Irene Borst Patrick Sabel Jorien Molenaar Tabi Awan Richard Janssen Erwin Aarts Marcel Postma Ariste Aloserij Alies Thomas Lysanne van der Sijs Natasha Willems Paul Farrell Craig Turner Melinda de Vries Petra Clauwens |                                                  |

#### Vervanging
- Lucia Meeuwsen vervangt Marjolijn Touw als Juf Andrew per 8 juli 2010.
- Petra Clauwens vervangt Jennifer van Brenk als Ensemble/Rijke Dame per 7 oktober 2010
- Gertjan Heuvelmans vervangt Marc-Peter van der Maas als Ensemble/Northbrook per 7 oktober 2010
- Marjolijn Touw keert eenmalig terug als Juf Andrew op 15 januari 2011 (dit in verband met ziekte).
- Jaap Strijker stopte per 31 januari met Mary Poppins.

## Soundtrack
Nederlandse promo album van 2010
1. Tamelijk voortreffelijk - Mary Poppins, Jane Banks, Micheal Banks
2. Elke dag een fijne dag - Mary Poppins, Bert, Jane Banks, Micheal Banks, Ensemble
3. Supercalifragilisticexpialidasties - Mary Poppins, Bert, Mevrouw Corrie, Jane Banks, Micheal Banks, Ensemble

Nederlandse album van 2010
1. Proloog - Orkest
2. Chim chimmenie - Bert
3. Kersenboomlaan (deel 1) - Winifred Banks, George Bank, Jane Banks, Micheal Banks, Mevrouw Bril, Jonathan Been
4. Vlug maar nanny - Jane Banks, Micheal Banks
5. Kersenboomlaan (deel 2) - Winifred Banks, George Bank, Jane Banks, Micheal Banks, Mevrouw Bril, Jonathan Been
6. Tamelijk voortreffelijk - Mary Poppins, Jane Banks, Micheal Banks
7. Elke dag een fijne dag - Bert, Mary Poppins, Jane Banks, Micheal Banks, Ensemble
8. Kersenboomlaan (reprise)/Echtgnote van - Winifred Banks, George Bank, Jane Banks, Micheal Banks
9. Een klein schepje suiker - Mary Poppins, Jane Banks, Micheal Banks, Winifred Banks, Mevrouw Bril, Jonathan Been
10. De bank - George Bank, Ensemble
11. Vogelvoer - Vogeltjesvrouw, Mary Poppins
12. Supercalifragilisticexpialidasties - Mary Poppins, Bert, Mevrouw Corrie, Jane Banks, Micheal Banks, Ensemble
13. Zo is het spel - Mary Poppins, Ensemble
14. Chim chimmenie (reprise) - Bert, Mary Poppins
15. Elke dag een fijne dag (Muzikaal/reprise) -Orkest
16. Zwaveltriakel (deel 1) - Juf Andrew
17. Hou die vlieger hoog - Bert, Jane Banks, Micheal Banks, Mary Poppins, Ensemble
18. Keizer zonder kleren - George Banks
19. Echtgenote van (reprise) - Winifred Banks
20. Zwaveltriakel (deel 2) - Juf Andrew, Mary Poppins
21. Stap vooruit - Bert, Mary Poppins, Jane Banks, Micheal Banks, Ensemble
22. Een man die droomt/Een klein schepje suiker (reprise) - George Banks, Bert
23. Alles kan - Mary Poppins, Winifred Banks, Jane Banks, Micheal Banks, Bert, Ensemble
24. Finale - Allen

## Verschillen met de film

### Personages
- De bankdirecteur (meneer Dawes Senior), wat in de film ook vertolkt wordt door Dick Van Dyke is in de musical geschrapt
- Winifred Banks is in de film aan het strijden voor vrouwenrechten, in de musical heeft ze niet echter een doel. Later wordt er wel gesproken of het strijden voor vrouwenrechten
- Dienstmeisje Ellen is vervangen door Jonathan Been
- Oom Albert Is uit de musical geschrapt ook als het nummer (I love to laugh)
- Meneer Dawes junior (de bankdirecteur) heeft een hele kleine rol in de musical vergeleken met de film
- Meneer Binnalce (de matroos van Admiraal Boom) is ook uit de musical geschrapt
- Admiraal Boom heeft een hele kleine rol in de musical vergeleken met de film
- Jane en Micheal Banks zijn brutaler in de musical
- Valentijn is de pop van Jane Banks heeft een kleine rol gekregen om de kinderen te leren dat je zuinig moet doen met speelgoed
- Mevrouw Corrie is een personage met een snoepwinkel vol met letter
- Juf Andrew komt als de wind is gedraaid en Mary Poppins vertrekt, zij is de oude nanny van meneer Banks geweest. Juf Andrew is een strenge nanny die kinderen straft door levertraan te geven (zwaveltriagel)
- Het vogelvrouwtje gaat niet dood aan het einde van de musical

### Verhaal
- De musical opent dat Bert uit een schoorsteen komt en begint te zingen (chim chimmenee)
- In de film heeft George en Winifred een advertentie in de krant geplaats op zoek naar een nanny, waardoor er een grote groep nanny's voor het huis staan. In de musical echter verschijnt Mary Poppins al voordat ze de advertentie hadden kunnen plaatsen.
- In de film springen ze in een tekening, in de musical wordt het park verkleurd
- Het liedje een klein schepje suiker zingen ze tijdens het opruimen van de keuken niet meer de kinderkamer dat lied is vervangen voor tamelijk voortreffelijk
- In de film gaan Mary Poppins en de kinderen naar oom Albert, in plaats daarvan gaan ze langs de bank, langs het vogelvrouwtje en naar Mevrouw Corry.
- Mevrouw Corry heeft een snoepwinkel met letters, ze heeft 14 letters over en daarvan maakt Mary Poppins het woord supercalifragilisticexpialidasties. Dit liedje wordt in de film gezongen omdat Mary Poppins de paardenrace heeft gewonnen.
- Jane en Micheal Banks zijn erg onzorgvuldig met hun speelgoed. Het speelgoed smeekt aan Mary Poppins of zij wil vragen aan de kinderen of ze liever met hun willen spelen, Mary Poppins laat ze dit zelf vertellen (zo is het spel)
- Mary Poppins gaat aan het eind van de eerste acte weg omdat de wind is gedraaid
- Na Mary Poppins vertrek komt Juf Andrew
- De kinderen en George Banks zijn zo bang voor Juf Andrew en vluchten het huis uit. In de film vluchten de kinderen weg vanuit de bank
- Bert vangt de kinderen op en vliegert met ze in het park waar Mary Poppins aan de vlieger zit. (Dit idee is later gebruikt voor Mary Poppins Returns)
- Mary Poppins verjaagd Juf Andrew (zwafeltriagel (deel 2))
- Winifred Banks haalt George Banks terug, hun band wordt goed ten podium gebracht. In de film is er weinig liefde tussen Winifred en George Banks
- Bij het liedje Alles kan komen allen personages samen op het podium met als doel dat het allemaal weer goed is
- Mary Poppins vertrekt omdat ze weet dat de kinderen haar niet meer nodig hebben. In de film gaat ze tijdens het lied Let's go fly a kite dat de kinderen het niet door hebben. In de musical hebben de kinderen dit wel door, maar zijn dan met Mary Poppins eens dat haar taak volbracht is.

### Liedjes
Deze nummers komen wel in de film voor, maar niet in de musical:
- Sister Suffrageette
- The life I Lead
- Pavement Artist
- Stay Awake
- I Love To Laugh
- Fidelity Fiduciary Bank

Deze nummers zijn aangepast:
- Jolly Holiday
- Supercalifragilisticexpialidocious
- A British Bank (The Life I Lead)
- Step in Time